# Livio Odescalchi
Benedetto Caietano Giuseppe Erba Odescalchi (Como, 10 Març de 1652 - Roma, 8 de Setembre de 1713), fou un noble italià, mecenes i col·leccionista d'art. Hereu d'una gran fortuna, participà en la defensa de Viena contra els turcs en el 1683. Mentre visqué el seu oncle, el papa Innocenci XI, hagué de mantenir un discret perfil social. A la seva mort en el 1689, assumí el càrrec de cap de l'exèrcit papal i governador dels Estats Pontificis i també rebé diversos títols nobiliaris per part de l'emperador Leopold I del Sacre Imperi Romanogermànic. En el 1692 comprà la col·lecció d'art de Cristina de Suècia per anar-la ampliant posteriorment. A la seva mort la col·lecció d'art es dispersà, essent l'embrió de nombrosos col·leccions d'art a Europa.

## Biografia

### Joventut
Va néixer a Como, ciutat a uns 50 kilòmetres al nord de Milà i descendia d'una rica família de banquers de la Llombardia. Fill de Carlo Odescalchi i Beatrice Cusani, el seu pare era el germà gran de Benedetto Odescalchi, que acabaria sent el papa Innocenci XI. Carlo Odescalchi morí quan Livio era ben jove, i el noi fou adoptat pel seu oncle, el cardenal Benedetto.
Malgrat el seu parentiu proper amb el papa, Livio Odescalchi no va rebre cap dels favors que habitualment s'havien endut els nebots (nepoti) dels papes anteriors. Innocenci XI fou un papa que va abolir el nepotisme, el carnestoltes i altres les festes, les gratificacions, les sinecures i la corrupció omnipresent del papat tradicional. No va concedir al seu nebot ni un càrrec de govern ni un cardenalat i el va obligar a portar una vida modesta amb pocs servidors i disposar d'un sol carruatge, malgrat haver heretat la fortuna del seus pares. El 1678 Livio va comprar el ducat de Ceri, pròxim a Roma, però el seu oncle li impedí usar el títol.

### Carrera militar
A instàncies del papa Innocenci XI, el 1684 es va formar la Santa Lliga, una coalició de potències europees amb l'objectiu d'impedir l'expansió de l'Imperi Otomà per Europa. Livio Odescalchi no sols contribuí econòmicament a l'aliança, sinó que va lluitar en una sèrie de campanyes, entre elles la defensa de Viena en el 1683. Un efecte polític implícit del suport del Papa als Habsburg en la seva guerra contra els turcs fou l'enfortiment de la dinastia austríaca i el convertir-la en una aliada potencials del papat en la seva lluita per preservar les prerrogatives de l'Església de les intromissions per part de l'estat centralitzat i cada cop més poderós del monarca Lluís XIV de França . Com agraïment a la seva contribució, el 1689, pocs dies després de la mort d'Innocenci XI, l'emperador Leopold I va fer a Livio Odescalchi príncep hereditari del Sacre Imperi Romanogermànic.
El 1691 l'emperador Leopold I també li va concedir els ducats de Sírmia i de Sava, tots dos a Eslavònia, aleshores pertanyents al Regne d'Hongria. Livio Odescalchi esdevingué així el fundador de la branca hongaresa de la família, que fins al segle xx va tenir un paper important en la noblesa italo-austríaca.

### El conclave papal de 1689

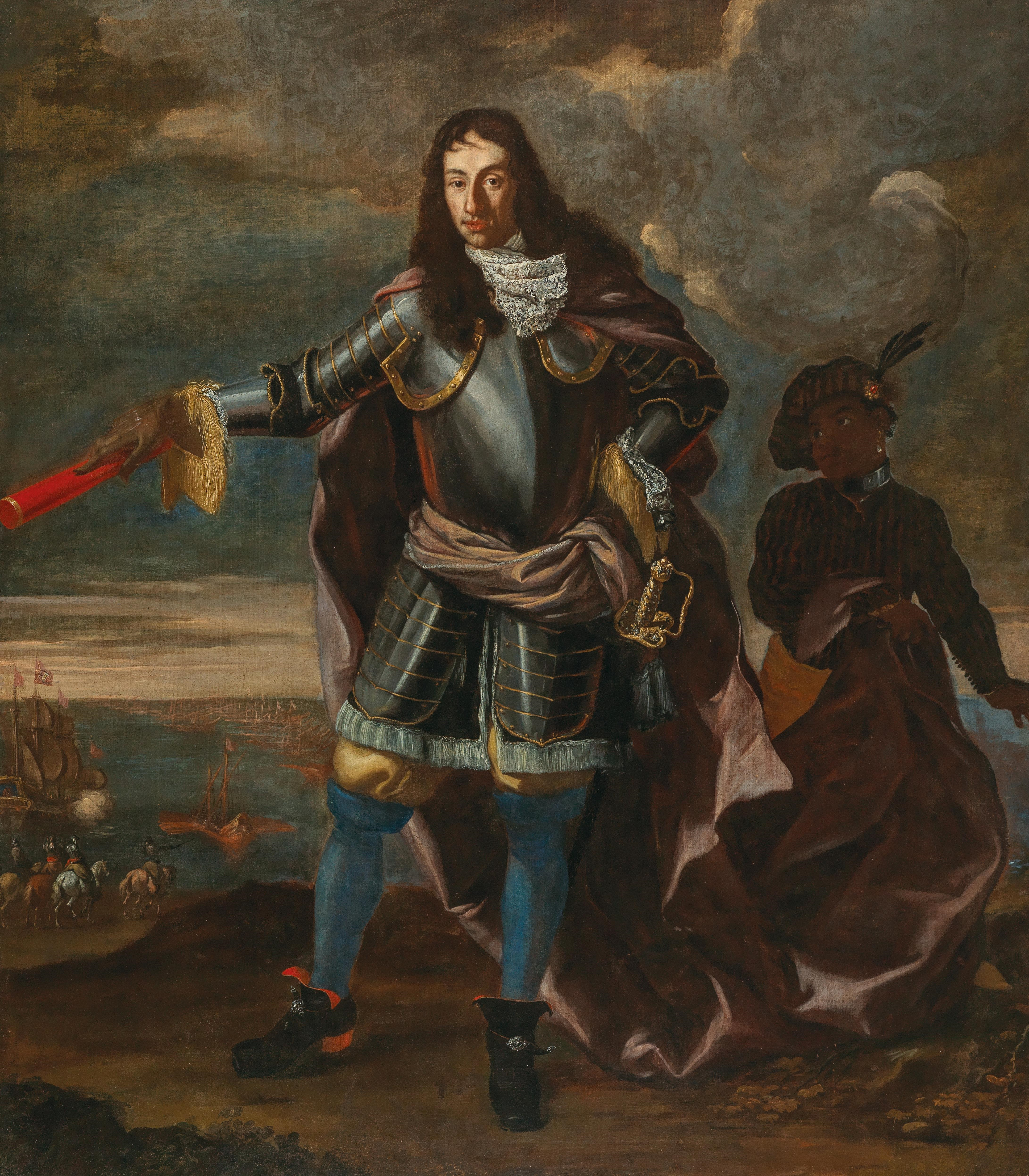
Retrat de Livio Odescalchi, de Giovanni Morandi

En el segle xvii, l’elecció d’un nou papa era un assumpte de primera importància per a les potències catòliques europees. Els Habsburg austríacs tenien territoris al nord de la península italiana, així com els Habsburg hispans tenien el Regne de Nàpols i el ducat de Milà. Els francesos també exercien una forta influència al ducat de Savoia. Després de la mort d'Innocenci XI el 12 d'agost de 1689, se celebrà el conclave de 1689 per a l'elecció d'un nou papa.
Durant el seu pontificat, Innocenci XI havia deixat vacant el càrrec de cap de l'exèrcit papal i governador dels Estats Pontificis, però es va pressionar perquè la Congregació General votés per tornar a ocupar el càrrec en la persona de Livio Odescalchi, i el 16 d'agost Livio ja va jurar el càrrec. Livio Odescalchi va dirigir el grup de cardenals nomenats pel seu oncle el difunt Innocenci XI i assegurar-ne la coordinació amb els ambaixadors enviats pel Sacre Imperi Romanogermànic, amb l'objectiu de vetar els candidats francesos i que fos escollit un papa favorable als interessos dels Habsburg. El papa escollit fou el proposat pels venecians, el cardenal Ottoboni, que agafaria el nom d'Alexandre VIII.

### Pretendent a la corona de Polònia
Livio Odescalchi tenia alguns vincles amb Polònia. Havia participat en la defensa de Viena en el 1683, campanya dirigida pel rei de Polònia Joan III Sobieski. Prèviament s'havia convertit en el mecenes de Jerzy Siemiginowski-Eleuter, pintor de la cort de Joan III Sobieski de Polònia quan fou enviat a Roma el 1677 a estudiar a l'Accademia di San Luca.
El 1696 Joan III Sobieski, rei de la Confederació de Polònia i Lituània, morí sense descendència. El tron era una monarquia electiva i el 1697 alguns aristocràcies poloneses, amb el ple suport de la vídua, l'aristòcrata francesa Maria Casimira van proposar a Livio Odescalchi com a nou rei, però al final l'elector de Saxònia, Frederic August I de Saxònia fou l'escollit. La reina vídua, Maria Casimira se'n va anar a viu a Roma i s'allotjà a la residència de Livio Odescalchi fins que no trobà una residència pròpia el 1702.

## Col·leccionista d'art

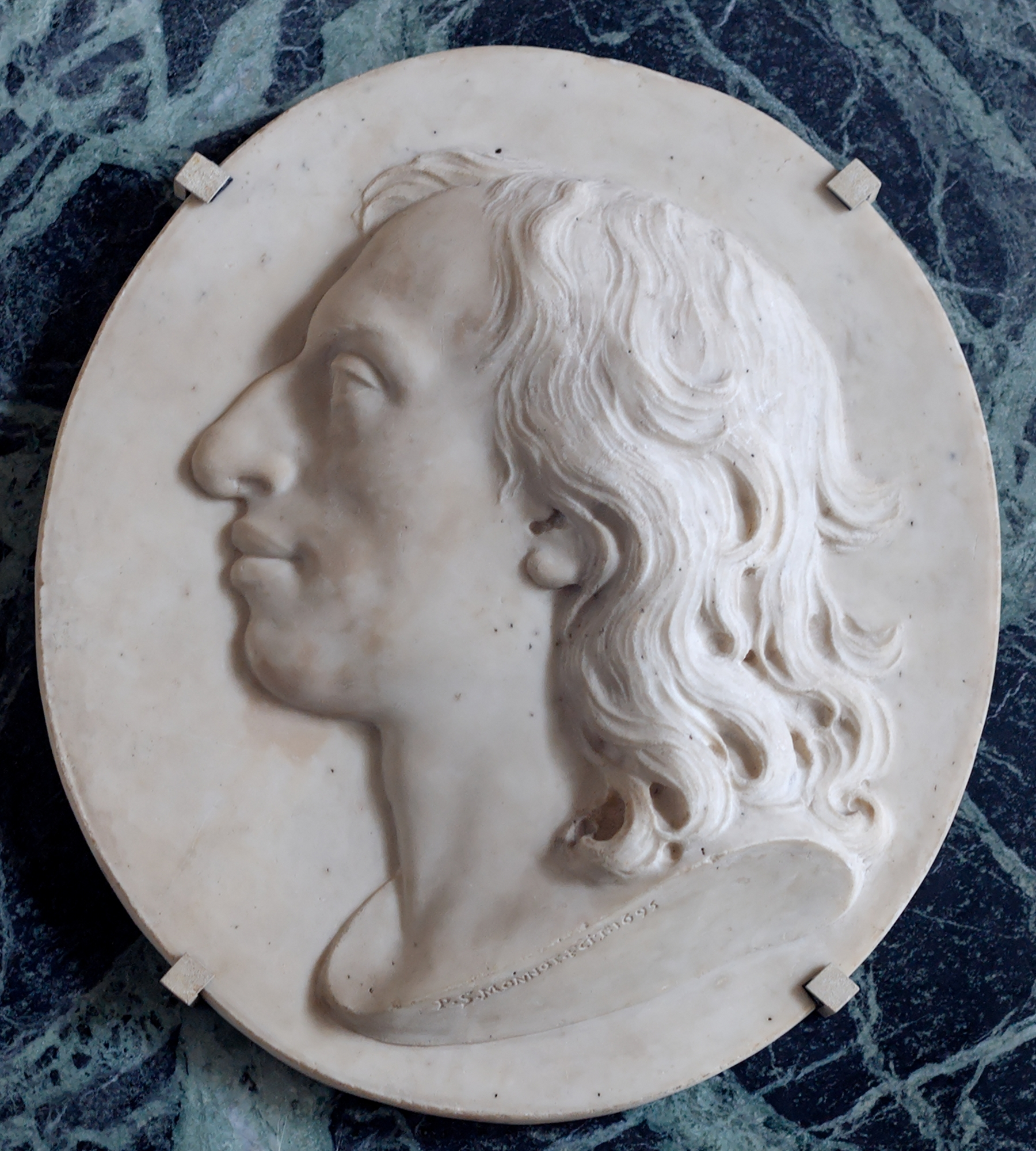
Retrat del Príncep Livio Odescalchi, de Monnot (1695)

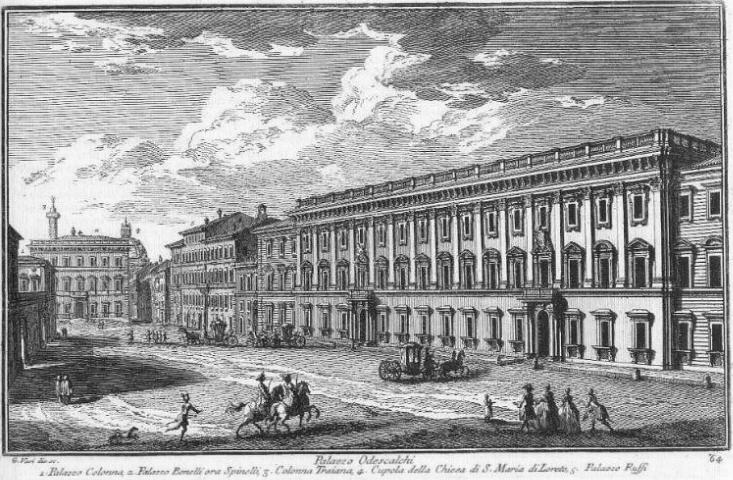
Palau Odescalchi a Roma

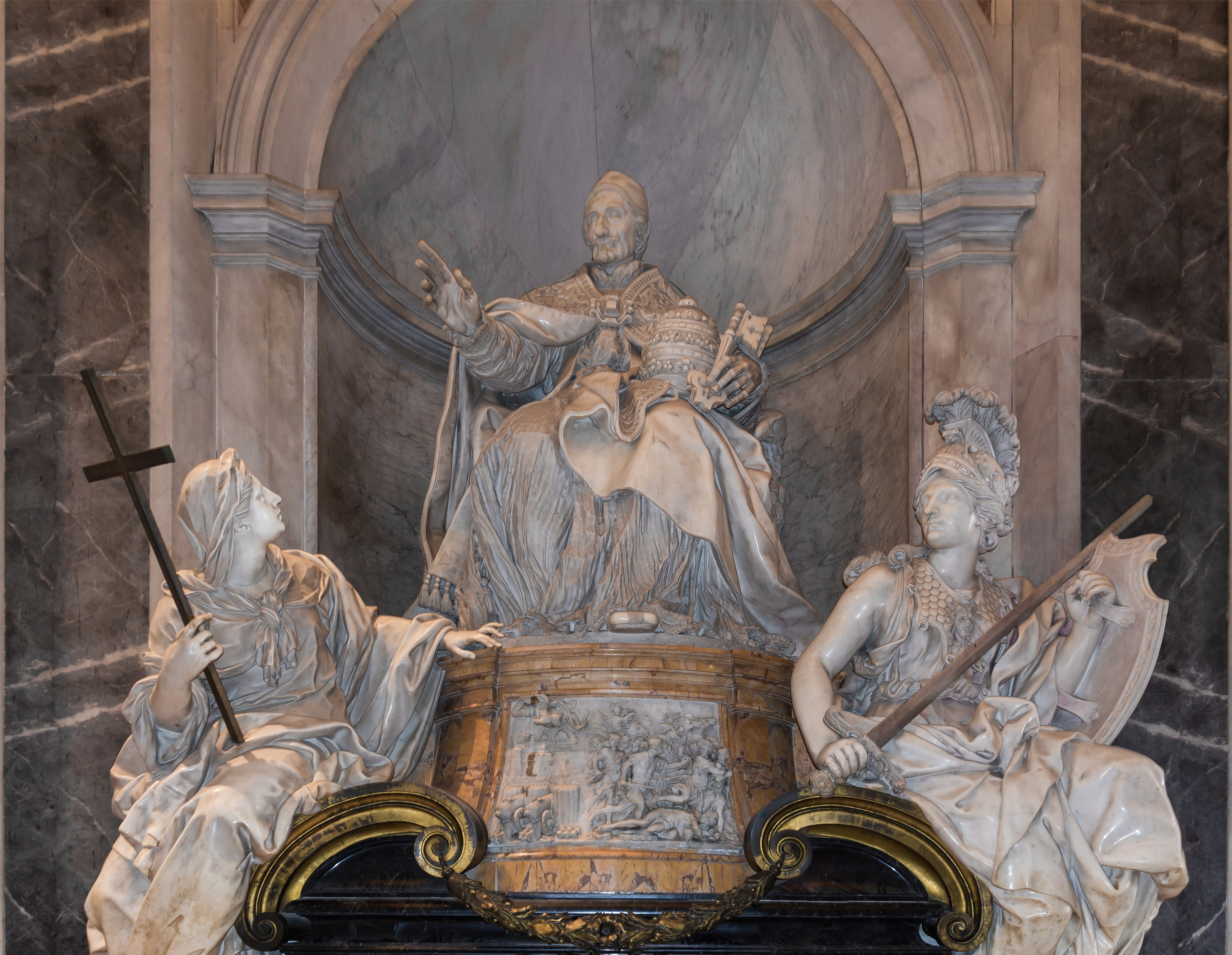
Tomba d'Innocenci XI, a la basílica de Sant Pere

A la mort del seu oncle, el papa Innocenci XI, Livio Odescalchi tenia tresta-sis anys, i tot just havia començat a gaudir d'una gran posició a la societat romana. A partir d'aquell moment, va començar a acceptar honors i a gastar els diners que tenia. Era el príncep més ric de Roma, i va iniciar el col·leccionisme d'art.

### La compra de la col·lecció d’art de Cristina de Suècia
Quan Cristina de Suècia morí en el mes d'abril de 1689, deixà tots els seus béns, incloent la seva col·lecció d'art, al cardenal Azzolino. Aquest morí poc més tard, en el mes de juny. El seu hereu fou el seu nebot, Pompeo Azzolino, el qual va optar per vendre les pintures de la col·lecció. Les va oferir a Lluís XIV de França, doncs considerava que a Itàlia ningú li podria oferir un bon preu. Però en aquells moments el monarca estava força endeutat i lluitant contra la Gran Aliança i va declinar l'oferiment. Però qui va comprar la col·lecció d'art de Cristina de Suècia fou en Livio Odescalchi en el 1692.
La col·lecció consistia en 275 pintures, estàtues clàssiques, columnes, tapissos, mobles, armes, gemmes i dibuixos, constituïa la millor col·lecció de mestres renaixentistes i incloïa el millor conjunt de pintura veneciana. També era molt remarcable la seva col·lecció d'estàtues clàssiques. El preu fou de 123.000 escuts, una xifra molt raonable. Livio també comprà a Pompeo Azzolino el castell de Bracciano.
Livio Odescalchi va moure la col·lecció del Palau Riario, en el qual Cristina de Suècia exposava la seva col·lecció de pintures i escultures. al palau Odescalchi.

### Adquisicions posteriors
Els fons de la col·lecció de Cristina de Suècia incloïen 275 pintures i uns 2.000 dibuixos; a la seva mort, el Livio Odescalchi posseïa sis vegades més pintures i cinc vegades més dibuixos, a més d'un immens fons de tapissos, estàtues antigues, columnes, monedes i intaglios. La col·lecció de gemmes i monedes tenia 6.292 peces.

### Mecenes
Com a mecenes, Livio Odescalchi no destacà en l'elecció dels artistes als quals feu encàrrecs. El més important fou Mattia de Rossi, deixeble de Bernini. Livio es va fer càrrec de la tomba del seu oncle, el papa Innocenci XI, quan aquest va morir. El conjunt escultòric estava situat dintre de la basílica de Sant Pere, i fou dissenyat pel pintor Carlo Maratti, i executat per Pierre-Étienne Monnot, reconegut escultor francès establert a Roma. L'obra fou completada el 1701. Prèviament Monnot havia rebut algun encàrrec de Livio Odescalhi.
Livio Odescalchi no es casà mai i no tingué cap successor directe. Els hereus del seus béns foren els seus nebots, Baldassare Elba i el cardenal Odelaschi, arquebisbe de Milà.

## La dispersió de la col·lecció
Livio Odescalchi morí el 8 de setembre de 1713. Els seus hereus foren els seus nebots, Baldassare Odescalchi, aquest carregat de deutes, i el cardenal Benedetto Erba Odescalchi. El 1714 Pierre Crozat, col·leccionista d'art, agent de Felip d'Orleans, duc d'Orleans, viatjà a Itàlia amb la missió de comprar les obres de la col·lecció de Cristina de Suècia. Si bé en el 1714 va intentar comprar tota la col·lecció, al final només se'n sortí el 1720 amb les pintures. La venda finalment es va formalitzar i les 123 pintures incloses en la venda van acabant formant el nucli de la col·lecció Orleans.
En el 1724 el bobó Felip V d'Espanya va comprar les escultures de marbre, passant aquestes a formar part de l'actual Museu del Prat.
El 1789, els descendents de Livio Odescalchi van vendre part important dela col·lecció de dibuixos a la Fundació Teyler, entitat fundada el 1778 a Haarlem (Països Baixos), on es van exposar al Museu Teyler. Part de la col·lecció encara es roba en mans de la família Odescalchi; destaquen àlbums de dibuixos de Salvator Rosa, un important pintor i gravador italià del segle XVII. Altres àlbums del mateix autor es troben al museu der Bildeden Künste de Leipzig, i van ser originalment adquirits a Roma el 1714.
El 1794 van vendre la col·lecció de gemmes i monedes al Papa Pius VI. Però l'ocupació francesa dels Estats Pontificis el 1797 va portar a la signatura del Tractat de Tolentino, on el papat va haver de fer front a una gran indemnització, en la qual havia la col·lecció de gemmes i monedes. Actualment les peces es troben al Cabinet des Médailles de la Biblioteca Nacional de França, a París.